# فضای باناخ
در ریاضیات، فضای باناخ (Banach space) یکی از مباحث اصلی مورد مطالعه در آنالیز تابعی را تشکیل می‌دهد.

## تعریف
نظریه جبری فضاهای برداری از مدتی پیش جزء لاینفک ریاضیات امروزی شده است. در آنالیز، فضاهای برداری را ضمن در نظر گرفتن ساختار جبری موجود بر آنها از نظر توپولوژیکی مورد مطالعه قرار می دهند. بهترین مطالعه زمانی است که به هر بردار عددی حقیقی اختصاص داده شود. که نرم ان نام دارد. حال اگر متریک القا شده توسط یک نرم را در یک فضای برداری در نظر بگیریم اگر فضای برداری حاصل از این نرم کامل باشد (هر دنباله کوشی در آن همگرا باشد) این فضا را فضای باناخ می نامند. فضاهای باناخ به فضاهای برداری نرم‌دار کامل گفته می‌شود.